# RTL Nachtjournal
Das RTL Nachtjournal ist ein Nachrichtenmagazin bei RTL. Die ca. 30-minütige Sendung wird montags bis freitags um 00:00 Uhr live aus Köln ausgestrahlt.

## Ablauf
Im Vergleich zur Hauptnachrichtensendung RTL aktuell werden im RTL Nachtjournal die aktuellen Themen des Tages etwas ausführlicher behandelt und Hintergründe beleuchtet, hinzu kommen häufig Interviews mit Politikern, Experten oder anderen bedeutenden Personen des Tages, die stets vor der Ausstrahlung der Sendung aufgezeichnet werden. Jede Sendung besteht aus sechs bis acht Magazinbeiträgen sowie einem Kurznachrichtenüberblick am Ende der Sendung. Anschließend folgt nach einer kurzen Werbepause der Wetterbericht, der von einem Off-Sprecher präsentiert wird.
Häufig werden am Ende der Sendung unter dem Titel RTL Nachtjournal Spezial Interviews insbesondere mit Politikern ausgestrahlt, die ungefähr 15–20 Minuten dauern.

## Geschichte
Das RTL Nachtjournal ging am 3. Januar 1994 erstmals auf Sendung. Das Format wurde schnell erfolgreich und setzte im deutschen Fernsehen den Trend, um Mitternacht eine ausführliche Spätnachrichtensendung ins Programm aufzunehmen. Es war Vorbild für das Nachtmagazin des Ersten, heute nacht des ZDF und „Sat.1 News - die Nacht“ des Senders Sat.1. Bis heute ist das RTL Nachtjournal Marktführer unter den deutschen Spätnachrichtensendungen.

## Moderation
| Moderator/in          | Jahre                                                      | Bemerkungen                                |
| --------------------- | ---------------------------------------------------------- | ------------------------------------------ |
| Aktuelle Moderatoren  |                                                            |                                            |
| Ilka Eßmüller         | seit 2. Januar 2008                                        | Anchorwoman                                |
| Maik Meuser           | 5. Januar 2015 bis 19. Dezember 2019, seit 19. August 2024 | im Wechsel mit Ilka Eßmüller               |
| Lothar Keller         | seit Oktober 2017                                          | Vertretung                                 |
| Christoph Hoffmann    | seit 18. Juli 2019                                         | Vertretung                                 |
| Charlotte Maihoff     | seit 7. Oktober 2021                                       | Vertretung                                 |
| Ehemalige Moderatoren |                                                            |                                            |
| Anna Doubek           | 1994 bis 1995                                              | Stellvertreterin von Heiner Bremer         |
| Petra Schwarzenberg   | 1994 bis 2003                                              | Stellvertreterin von Heiner Bremer         |
| Heiner Bremer         | 3. Januar 1994 bis 5. Januar 2004                          | Anchorman und Redaktionsleiter             |
| Michael Karr          | 3. Januar 1994 bis 5. Januar 2004                          | Stellvertreter von Heiner Bremer           |
| Susanne Kronzucker    | 5. Januar 2004 bis 14. Dezember 2007                       | im wöchentlichen Wechsel mit Christof Lang |
| Christof Lang         | 5. Januar 2004 bis 28. Dezember 2012                       | Anchorman und Redaktionsleiter             |
| Frederik Pleitgen     | 21. Mai 2013 bis 24. Dezember 2014                         | eine Woche im Monat                        |
| Isabelle Körner       | 24. Oktober 2009 bis 31. Mai 2019                          | im Wechsel mit Ilka Eßmüller               |